# Парсонс, Торренс
Торренс Дуглас Парсонс (7 марта 1941 — 2 апреля 1987) — американский математик.

## Биография
Родился 7 марта 1941 в Пенсильвании.
Работал преимущественно в теории графов и известен тем, что представил теоретически графический взгляд на задачи уклонения-преследования (Парсонс 1976, 1978). Он получил степень доктора философии в Принстонском университете в 1966 году под руководством Альберта В. Таккера.
Скончался 2 апреля 1987 в возрасте 46 лет в Бьютте (Калифорния).

## Избранные публикации
- Парсонс Т. Д. (1976). «Преследование-уклонение в графе». Теория и приложения графов. Springer-Verlag. С. 426—441.
- Парсонс Т. Д. (1978). «Поисковое число связного графа». Proc. 10-я Юго-Восточная конф. Комбинаторика, теория графов и вычисления. С. 549—554.